# 荷戈富士山
荷戈富士山（花岡山）位於台灣南投縣仁愛鄉，屬於中央山脈，標高1349公尺。因山形似富士山，又位在荷歌社（荷戈社），故名「荷戈富士山」，也作「荷歌富士山」。「花岡山」之名係為了紀念霧社事件時，在此山自殺謝罪的花岡兄弟而來。又名「小富士山」、「櫻山」。

## 註腳
1. ↑  登山補給站[永久]